# Danço-congo
O danço-congo é uma dança, estilo musical e manifestação artística originária de São Tomé e Príncipe, exibida nas festas religiosas e populares, assente num grupo de cerca de duas dezenas de participantes, todos hábeis bailarinos, entre os quais uma pessoa que comanda e dirige, denominada Capitão do Congo.